# Amirani
Amirani – w mitologii gruzińskiej heros (pół człowiek pół bóg), protoplasta Promoteusza.
Amirani był synem Dali, bogini przyrody, zwierząt i łowów, narodzonym ze związku z człowiekiem – myśliwym.
Według mitu Swanów, żona myśliwego, w zemście za zdradę męża, zabiła boginię, ścinając jej włosy podczas snu. Myśliwy wydobył dziecko z łona zmarłej matki i nadał mu imię Amirani. Chłopiec miał na ciele znamiona świadczące o jego półboskim pochodzeniu – symbole słońca i księżyca na łopatkach oraz złoty ząb.
Mity gruzińskie opowiadają historie tytana Amiraniego, który rzuca wyzwanie bogom, porywa Kamar – symbol ognia i uczy ludi podstaw metalurgii. Za karę bogowie (w niektórych wersjach Jezus Chrystus) przykuli łańcuchami Amiraniego skały (w niektórych wersjach do żelaznego pala) w górach Kaukazu, a orzeł codziennie wydziobywał mu wątrobę, która odrastała w czasie nocy. Wierny pies Amiraniego lizał łańcuchy, by je stopić, jednak kiedy raz do roku stawały się cienkie, bogowie zsyłali kowali, by je naprawić. Według innych mitów, jaskinia, gdzie przykuty był Amirani, ukazywała się ludziom raz na siedem lat.
Powstanie mitu o Amiranim datowane jest na III wiek p.n.e. Opowieść mogła być zasłyszana przez greckich podróżników lub osadników i wbudowana w grecki mit o Promoteuszu. W kulturze i literaturze gruzińskiej Amirani symbolizuje naród gruziński.   
Inne mity o Amiranim mówią o jego narodzinach w ciemnym lesie. Według tych opowieści, Amirani od dzieciństwa przejawiał niespotykaną siłę i apetyt za trzech dorosłych. Podczas poszukiwania skarbu Amirani wraz z braćmi napotkał trójgłowego giganta, którego pokonał. Wówczas gigant poprosił go, by nie zabijał trzech robaków, które wypełzną po śmierci z jego ust. Amirani zgodził się, jednak kiedy z robaków wyrosły trzy smoki: biały, czerwony i czarny, heros zabił dwa pierwsze a następnie został pożarty przez trzeciego, czarnego smoka. Jego bracia rozcięli brzuch bestii i uwolnili Amiraniego. Następnie Amirani udał się na poszukiwania wybranki swego serca – Kumrani. Odnalazł ją w pałacu zwisającym na łańcuchu z nieba i zastał sprzątającą dom. Kumrani zgodziła się z nim uciec, ale dopiero po umyciu naczyń. Amirani zaczął jej pomagać, jednak szybko stracił cierpliwość i zbił naczynie, co spowodowało, że inne naczynia zaalarmowały ojca Kumrani w niebie, który rozpoczął walkę z herosem i jego braćmi. W walce tej zginęli jego bracia a Amirani próbował popełnić samobójstwo, jednak został przywrócony do życia przez Kumrani. Walczył dalej ze smokami, potworami i dzikimi zwierzętami, a w końcu rzucił wyzwanie samemu Bogu. Bóg wbił w ziemię pal – Amirani, aby pokonać Boga miał wyciągnąć go z ziemi. Nie udało mu się to, a Bóg za karę miał przykuć go do pala wbitego w górę Kazbek. Codziennie do Amiraniego przylatywał kruk z chlebem i winem.    